# Вірув (Західнопоморське воєводство)
Вірув (пол. Wirów) — село в Польщі, у гміні Ґрифіно Грифінського повіту Західнопоморського воєводства.
Населення — 223 особи (2011).

## Демографія
Демографічна структура станом на 31 березня 2011 року:
|          | Загалом | Допрацездатний вік | Працездатний вік | Постпрацездатний вік |
| -------- | ------- | ------------------ | ---------------- | -------------------- |
| Чоловіки | 113     | 26                 | 81               | 6                    |
| Жінки    | 110     | 23                 | 69               | 18                   |
| Разом    | 223     | 49                 | 150              | 24                   |